# Détroit de Moyle
Le détroit de Moyle (en anglais : Straits of Moyle ; en irlandais et en gaélique écossais : Sruth na Maoile) ou mer de Moyle (en anglais : Sea of Moyle) est le nom donné à la partie la plus étroite du canal du Nord qui relie la mer d'Irlande à l'océan Atlantique, et sépare l'Irlande du Nord (plus précisément le comté d'Antrim), du sud-ouest de l'Écosse (plus précisément le Mull of Kintyre). 

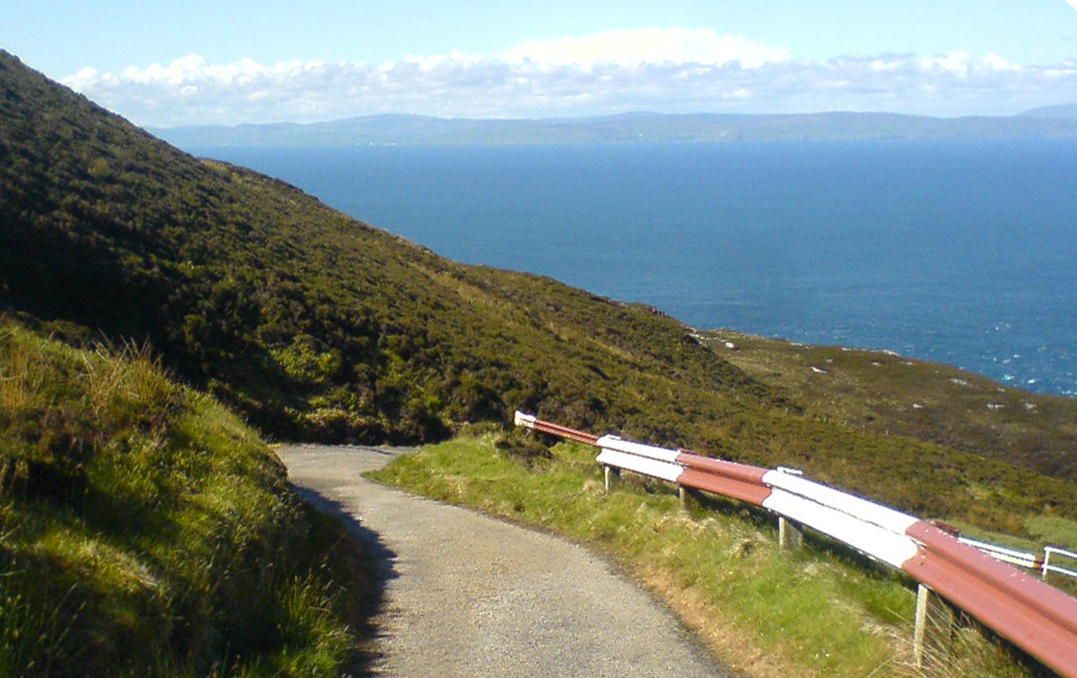
La côte irlandaise et le détroit de Moyle vus depuis le Mull of Kintyre.

La distance entre les deux côtes est d'approximativement 20 km à son endroit le plus resserré, ce qui permet d'apercevoir la côte opposée par temps clair.
Le détroit donne son nom au Conseil de district de Moyle, une subdivision d'Irlande du Nord.
Le détroit est également le lieu d'une légende de la mythologie celtique irlandaise, « Les enfants du roi Lir ».
Le détroit est le théâtre d'une bataille navale (en) de la guerre d'indépendance américaine, le 24 avril 1778. Le sloop-of-war américain Ranger sort victorieux d'un engagement contre le sloop-of-war britannique Drake.